# Sali Vercellese
Sali Vercellese település Olaszországban, Vercelli megyében. Lakosainak száma 98 fő (2023. január 1.). Sali Vercellese Lignana, Salasco és Vercelli községekkel határos.

## Népesség
A település népességének változása:
| Lakosok száma | 107  | 106  | 98   |
|               | 2017 | 2018 | 2023 |